# Finalen av Europeiska cupvinnarcupen i fotboll 1972/1973
Finalen av Europeiska cupvinnarcupen i fotboll 1972/1973 var den 13:e finalen i ordningen i cupvinnarcupen. Den spelades mellan AC Milan från Italien och Leeds United från England på Kaftanzoglio Stadium i Thessaloniki, Grekland. Milan vann matchen med 1–0 genom ett mål av Luciano Chiarugi.
Matchen blev mycket kontroversiell på grund av ett flertal tveksamma och matchavgörande domslut i Milans favör av domaren Christos Michas och Leeds ansökte om att matchen skulle spelas om vilket Uefa avslog.

## Lagens väg till finalen
Resultaten står i favör till respektive lag.
| AC Milan             | AC Milan | AC Milan | AC Milan | Omgång        | Leeds United    | Leeds United | Leeds United | Leeds United |
| -------------------- | -------- | -------- | -------- | ------------- | --------------- | ------------ | ------------ | ------------ |
| Motståndare          | Resultat | Resultat | Resultat |               | Motståndare     | Resultat     | Resultat     | Resultat     |
| Motståndare          | Hemma    | Borta    | Totalt   | Hemma         | Motståndare     | Borta        | Totalt       |              |
| Red Boys Differdange | 3–0      | 4–1      | 7–1      | Omgång 1      | Ankaragücü      | 1–0          | 1–1          | 2–1          |
| Legia Warszawa       | 2–1      | 1–1      | 3–2      | Omgång 2      | Carl Zeiss Jena | 2–0          | 0–0          | 2–0          |
| Spartak Moskva       | 1–1      | 1–0      | 2–1      | Kvartsfinaler | Rapid București | 5–0          | 3–1          | 8–1          |
| Sparta Prag          | 1–0      | 1–0      | 2–0      | Semifinaler   | Hajduk Split    | 1–0          | 0–0          | 1–0          |

## Matchsummering
Milan var klara favoriter inför matchen delvis på grund av att Leeds förberedelser inför matchen stördes av ryktet att managern Don Revie hade accepterat ett anbud från Everton och att detta skulle bli hans sista match för klubben. Dessutom saknades  tre av lagets absoluta nyckelspelare, lagkaptenen Billy Bremner och meste målgöraren Allan Clarke som båda var avstängda och mittfältsgeneralen John Giles som var skadad. 
Ett par minuter in i matchen dömde domaren överraskande frispark till Milan ett par meter utanför Leeds straffområde efter vad som syntes vara en regelrätt tackling av Madeley i Leeds-försvaret. Vid frisparken petades bollen åt sidan och Chiarugi sköt ett skott vid sidan av försvarsmuren som gick i mål via stolpen, 1-0 till Milan. Leeds pressade på mot ett Milan som drog tillbaka laget i en defensiv uppställning och inriktade sig på snabba kontringar. Leeds dominerade resten av halvleken utan att kunna skapa några riktigt klara målchanser. I 15:e minuten fälldes Leeds forward Mick Jones innanför Milans straffområde i vad som ansågs vara en solklar straffspark men domaren ansåg inte det utan vinkade avvärjande.
I andra halvlek pressade och dominerade Leeds ännu mer, men ett väl samlat Milan-försvar redde sig väl. Milan fortsatte med sin tillbakadragna och defensiva taktik. Vid ytterligare två tillfällen nekade domaren Leeds vädjan om straffspark, det första vid en fällning av Jones och den andra då bollen tog på en Milan-spelares hand inom eget straffområde. Leeds pressade mer och mer men Milan lyckades freda sitt mål och matchen slutade 1-0 till Milan.

## Matchen
|  | 16 maj 1976 20:00 UTC+1 | Kaftanzoglio Stadium000 Thessaloniki000 |

| Lagfärger · Lagfärger · Lagfärger · Lagfärger · Lagfärger | AC Milan            | 1 – 0           | Leeds United | Leeds United |
| Lagfärger · Lagfärger · Lagfärger · Lagfärger · Lagfärger | Luciano Chiarugi 5′ | (1 – 0) Rapport |              | Leeds United |
|                                                           |                     |                 |              |              |

| Startelva:  |    |                    |     |     |
|             |    |                    |     |     |
| MV          | 1  | Villiam Vecchi     |     |     |
| HB          | 2  | Giuseppe Sabadini  |     |     |
| MB          | 4  | Angelo Anquilletti |     |     |
| MB          | 5  | Maurizio Turone    |     |     |
| MB          | 6  | Roberto Rosato     |     | 59′ |
| VB          | 3  | Giulio Zignoli     |     |     |
| HM          | 7  | Riccardo Sogliano  | 90' |     |
| CM          | 8  | Romeo Benetti      |     |     |
| VM          | 10 | Gianni Rivera      |     |     |
| CA          | 9  | Alberto Bigon      |     |     |
| SA          | 11 | Luciano Chiarugi   |     |     |
| Inhoppare:  |    |                    |     |     |
| F           | 14 | Dario Dolci        |     | 59′ |
|             |    |                    |     |     |
|             |    |                    |     |     |
|             |    |                    |     |     |
|             |    |                    |     |     |
|             |    |                    |     |     |
|             |    |                    |     |     |
|             |    |                    |     |     |
|             |    |                    |     |     |
|             |    |                    |     |     |
|             |    |                    |     |     |
|             |    |                    |     |     |
|             |    |                    |     |     |
| Tränare:    |    |                    |     |     |
| Nereo Rocco |    |                    |     |     |

| Startelva: |    |                |     |     |
|            |    |                |     |     |
| MV         | 1  | David Harvey   |     |     |
| HB         | 2  | Paul Reaney    |     |     |
| MB         | 11 | Terry Yorath   |     |     |
| MB         | 6  | Norman Hunter  | 90' |     |
| VB         | 3  | Trevor Cherry  |     |     |
| HM         | 7  | Peter Lorimer  |     |     |
| CM         | 4  | Mick Bates     |     |     |
| CM         | 5  | Paul Madeley   |     |     |
| VM         | 10 | Frank Gray     |     | 54′ |
| CA         | 8  | Joe Jordan     |     |     |
| CA         | 9  | Mick Jones     |     |     |
| Inhoppare: |    |                |     |     |
| F          | 12 | Gordon McQueen |     | 54′ |
|            |    |                |     |     |
|            |    |                |     |     |
|            |    |                |     |     |
|            |    |                |     |     |
|            |    |                |     |     |
|            |    |                |     |     |
|            |    |                |     |     |
|            |    |                |     |     |
|            |    |                |     |     |
|            |    |                |     |     |
|            |    |                |     |     |
|            |    |                |     |     |
| Tränare:   |    |                |     |     |
| Don Revie  |    |                |     |     |

| Domare: Christos Michas (Grekland) | Publik: 40 154 |  |